# Benedetto Lorenzelli

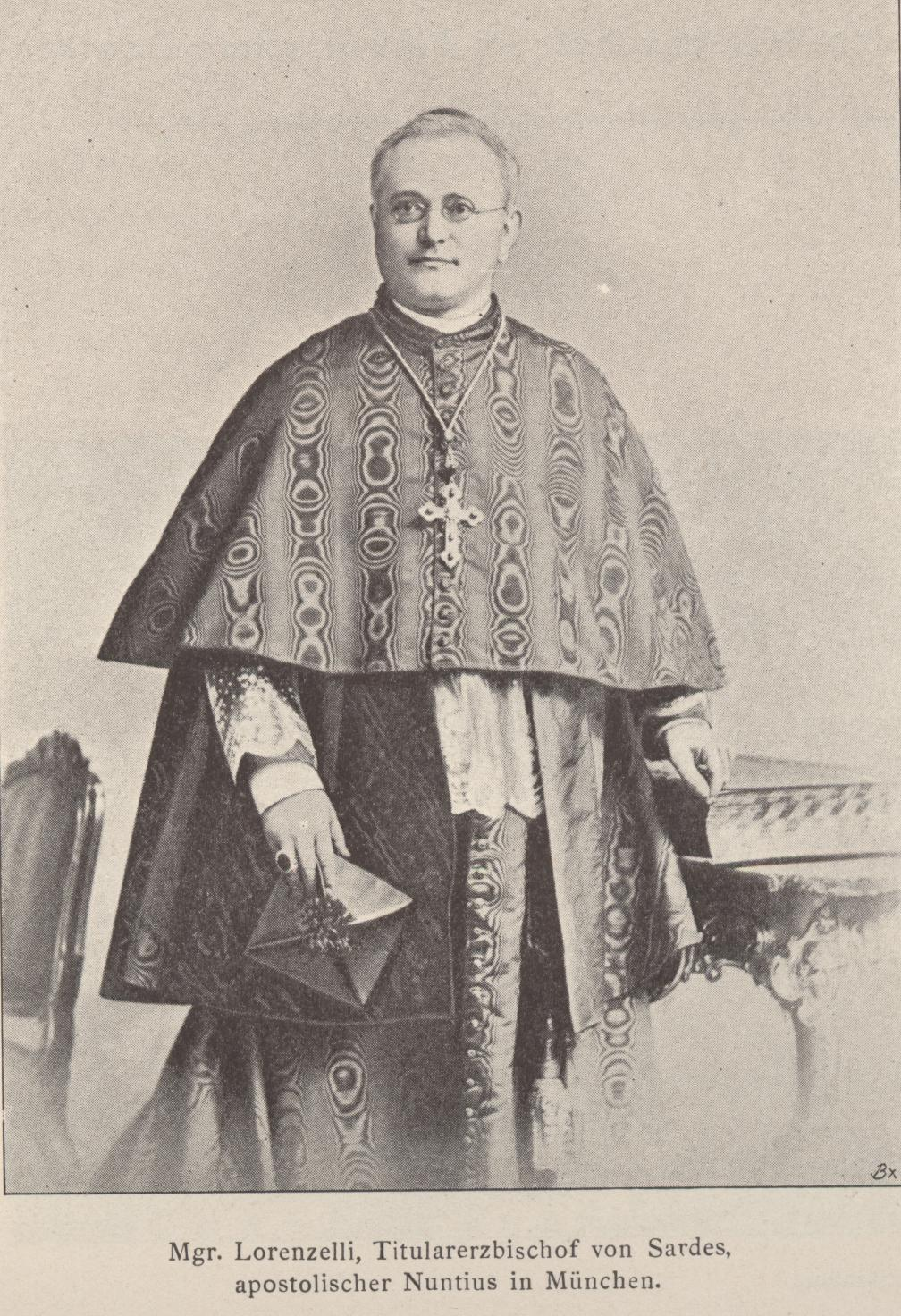
Erzbischof Benedetto Lorenzelli als Apostolischer Nuntius in Bayern (ca. 1899)

Benedetto Kardinal Lorenzelli (* 11. Mai 1853 in Badi, Provinz Bologna, Italien; † 15. September 1915 in Bucciano, Provinz Benevent, Italien) war Erzbischof von Lucca und später ein Kurienkardinal der römisch-katholischen Kirche.

## Leben
Benedetto Lorenzelli studierte in Bologna, Rom und an der Universität Laval in Kanada die Fächer Philosophie und Katholische Theologie. Er wurde in Katholischer Theologie, Philosophie, Kanonischem Recht und Zivilrecht promoviert. 1876 empfing er das Sakrament der Priesterweihe. Ab 1884 leitete er als erster Rektor das neu gegründete Kolleg für die Böhmischen Studenten (Collegium Bohemicum) in Rom. 1889 erhielt er den Titel eines Päpstlichen Privatkämmerers und die Berufung zum Attaché der Apostolischen Nuntiatur in Österreich. Von 1890 bis 1893 arbeitete er als Referendar beim Obersten Gerichtshof der Apostolischen Signatur, 1893 wurde er Internuntius in den Niederlanden.
1896 ernannte ihn Papst Leo XIII. zum Apostolischen Nuntius für die Apostolische Nuntiatur in München. Noch im gleichen Jahr wurde Benedetto Lorenzelli zum Titularbischof von Sardes ernannt. Die Bischofsweihe spendete ihm am 8. Dezember 1896 Kardinal Mariano Rampolla del Tindaro; Mitkonsekratoren waren Ernesto Respighi, Erzbischof von Ferrara, und Erzbischof Lorenzo Passerini. Von 1899 bis 1904 versah Lorenzelli das Amt des Apostolischen Nuntius in Frankreich. Papst Pius X. ernannte ihn 1904 zum Erzbischof von Lucca und nahm ihn 1907 als Kardinalpriester mit der Titelkirche Santa Croce in Gerusalemme in das Kardinalskollegium auf. 1910 legte Benedetto Lorenzelli die Leitung des Erzbistums Lucca nieder. 1914 wurde er Präfekt der Studienkongregation. Er war Mitgründer der Päpstlichen Akademie „San Tommaso“ und nahm dort auch mehrere Jahre lang Leitungsaufgaben wahr. Benedetto Lorenzelli war Teilnehmer des Konklaves im Jahre 1914.
Er starb am 15. September 1915 in Bucciano, wo er auch beigesetzt wurde.